# ミシャーリー・ビン・ラーシド・アル＝アファースィー
- ミシャリー・ビン・ラシッド・アル＝アファシー

ミシャーリー・ビン・ラーシド・アル＝アファースィー（アラビア語: مشاري بن راشد العفاسي、ラテン文字転写: Mišārī bin Rāšid al-ʿAfāsī、1976年9月5日 - ）、クウェート生まれのクルアーン（コーラン）朗読者、イマーム、説教者、そしてナシード（イスラームの宗教声楽）の芸術家である。彼はマディーナ・イスラーム大学のクルアーン・カレッジで修学しており、専攻は10のキラーア（クルアーン読誦法）とタフスィール（クルアーン解釈）であった。

## 賞と表彰
2008年10月25日、アル＝アファースィーはエジプトのアラブ創造性連合（英語: Arab Creativity Union）から第1回アラブ創造性オスカー（英語: Arab Creativity Oscar）を授与された。このイベントは、イスラームの原則や教えを広める上でのアル＝アファースィーの役割を評価するものとして、アラブ連盟のアムル・ムーサ事務局長が後援した。
アル＝アファースィーは、2012年のアバウトドットコム（現・ドットダッシュ）の読者大賞（英語: Readers' Choice Awards）で、読者投票により最優秀クルアーン朗読者に選ばれた。